# Août 1776

## Événements
- 8 août : création de la vice-royauté du Río de la Plata en Amérique du Sud. Buenos Aires, capitale[1].
- 9 août : décret de Marie-Thérèse qui incorpore Fiume à la Croatie[2].

- 15 août : les premières troupes de Frédéric II de Hesse-Cassel (voir 15 janvier 1776) débarquent sur Staten Island pour joindre les forces britanniques.
- 26 août : ouverture de la diète de Pologne[3]. Elle charge Andrzej Zamoyski de composer un code civil (refusé en 1780). Zamoyski entre conflit avec les magnats, car son projet de code civil prévoit une limitation du servage et l’élargissement des droits des bourgeois des villes[4]. Un règlement de la Diète prive 150 petites villes lituanienne des droits de Magdebourg qui leur garantissait une autonomie municipale[5].
- 27 août : victoire britannique à la bataille de Long Island ou de Brooklyn[6].
- 28 août, France : rétablissement des corporations en six corps de marchands et quarante-quatre communautés d’arts et métiers. 20 professions reste "libérées".

## Naissances
- 2 août : Friedrich Stromeyer († 1835), chimiste allemand, découvreur du cadmium.
- 9 août : Amedeo Avogadro, chimiste et physicien italien († 9 juillet 1856)
- 23 août : Josef Hoëné-Wronski (mort en 1853), philosophe et scientifique polonais.
- 24 août : Joseph Woods (mort en 1864), géologue, botaniste, architecte et quaker britannique.

## Décès
- 25 août : David Hume, philosophe britannique.